# 南日本造船
株式会社南日本造船（みなみにっぽんぞうせん）は、大分県大分市に本社を置く今治造船関連造船会社。

## 概要
リアス式海岸で水深の深い良港に恵まれた豊後水道沿いの大分県南部では、造船業が盛んである。設立当初の南日本造船株式会社は、佐賀関半島南側の臼杵湾下ノ江海岸に、7万5千トン級の船舶の建造が可能な下ノ江工場を構えていた。また、大分市の日本製鉄大分製鉄所構内にある大分工場では船体ブロックの製造を行っている。
好況を背景に積極的な設備投資を行っており、2014年に竣工予定のパナマ運河拡張にともなう大型船の需要増などを見込んで、約140億円を投じて日本国内では8年ぶりに建設される新造船所を大分市の大分臨海工業地帯に建設。2008年5月に、15万トン級の建造が可能な大在工場が竣工している。
創業地である串木野市（現いちき串木野市）のある鹿児島が、日本の南に所在していることが社名の由来である。
しかし、鋼材の高騰、設計や建造のミスなどから採算が悪化。このため、南日本造船と大株主である三井造船（現三井E&S）・商船三井は2018年（平成30年）1月、今治造船のグループ会社である新笠戸ドックへ全事業を譲渡することを発表したと同時に、南日本造船株式会社は事業を譲受する新会社として「株式会社南日本造船」を設立した
南日本造船株式会社の全事業は2018年（平成30年）4月1日付で株式会社南日本造船へ譲渡された。株式会社南日本造船の本社は大在工場内に置かれる。南日本造船株式会社は同年4月27日にマーレ株式会社へ商号変更して解散を決議し、同年7月24日に大分地方裁判所へ特別清算を申請した。負債はおよそ60億円。

## 沿革
- 1974年（昭和49年） 3月14日 - 鹿児島県串木野市（現いちき串木野市）で設立。
- 1975年（昭和50年） 
  - 2月 - 下ノ江工場で6,000 GT船台新設工事開始。
  - 12月 - 響灘ドックを吸収合併。
- 1976年（昭和51年）12月 - 本社を大分県臼杵市に移転。
- 1979年（昭和54年）7月 - 船台を19,990 GTに拡張。
- 1987年（昭和62年）1月 - 大分地方裁判所に和議を申請[4]。
- 1990年（平成2年）6月 - 三井造船（現三井E&Sホールディングス）、大阪商船三井船舶（現商船三井）が資本参加。
- 1991年（平成3年）2月 - 船台を25,000 GTに呼称能力変更。
- 1996年（平成8年）3月 - 和議が終結[4]。
- 1997年（平成9年） 
  - 4月 - 大分工場完成。
  - 12月 - 船台を26,000 GTに拡張。
- 2002年（平成14年）4月 - ISO9001取得。
- 2004年（平成16年）
  - 7月 - 建造した自動車運搬船"COURAGEOUS ACE"が、日本造船学会作品賞（Ship of the Year 2003）を受賞。
  - 8月 - 船台を41,000 GTに拡張。
- 2008年（平成20年）5月 - 大在工場完成。
- 2009年（平成21年）1月23日 - 大在工場で岸壁と新造船を結ぶタラップが落下する事故が発生し、作業員3名が死亡、23名が重軽傷を負う。
- 2018年（平成30年）
  - 1月26日 - 南日本造船株式会社の全事業を承継する新会社として、株式会社南日本造船を設立。
  - 4月1日 - 全事業を株式会社南日本造船へ譲渡。株式会社南日本造船の本社を大在工場内に置く。
  - 4月27日 - 南日本造船株式会社の商号をマーレ株式会社へ変更。
  - 7月24日 - マーレ株式会社が大分地方裁判所へ特別清算を申請。
  - 11月1日 - マーレ株式会社の法人格消滅。
- 2022年（令和4年）
  - 8月 - 下ノ江工場を隣接する下ノ江造船に譲渡[6]。

## 組織
- 本社・大在工場
  - 大分県大分市大字青崎3-1
- 下ノ江工場（現：下ノ江造船）
  - 大分県臼杵市大字下ノ江1179-3
- 大分工場
  - 大分県大分市大字西ノ州1 新日鐵住金大分製鐵所構内